# Nottz
Dominick J. Lamb (21 de febrero de 1976), más conocido como Nottz o Nottz Raw, es un productor musical y rapero estadounidense surgido de la escena del hip-hop underground de Norfolk, Virginia. Nottz se destaca por haber creado la parte instrumental (beat) de varias canciones de Hip Hop para artistas como: Busta Rhymes, Snoop Dogg, The Game, Lloyd Banks, The Notorious B.I.G., Pusha T, Scarface y J Dilla. También fue nominado a un Grammy por su trabajo con Kanye West en el álbum "Gradutation".

## Carrera
Nottz nació en Norfolk, Virginia y comenzó su viaje hacia la producción musical relativamente joven. Algunos de los primeros trabajos de producción de Nottz fueron en el álbum Lyricist Lounge, Volume One de Rawkus Records, que se lanzó en 1998. Después de eso, produjo tres canciones en el disco de Busta Rhymes titulado Extinction Level Event (Final World Front), después de que Rhymes escuchara uno demo de beats de Nottz.
Como muchos otros productores de hip hop que surgieron antes de la década de 2000, Nottz utiliza varios samples de discos de vinilo, principalmente del género soul y bandas sonoras de películas, para crear sus beats.
El Dr Dre nombró a Nottz como uno de sus productores musicales favoritos y lo seleccionó como uno de los pocos productores invitados en su álbum "Detox", que nunca salió.
Nottz ayudó en la producción del segundo álbum del cantante Bilal, "Love for Sale". Nottz tiene un grupo llamado D.M.P., que significa Durte Muzik Prahdukshun. En 2004, lanzaron un EP, por Koch Records, titulado Nottz Presents D.M.P., y en 2005 un álbum titulado God Made Durt.
En 2010, Nottz lanzó su primer álbum solo, You Need This Music, utilizando su propio sello Raw Koncept Music. El álbum presenta a Nottz como MC y también como productor musical.
Nottz también trabajó con el rapero Asher Roth en Rawth EP, lanzado como download gratuita el 27 de diciembre de 2010 por los sellos Raw Koncept Music y School Boy, respectivamente.
En 2011, Nottz trabajó con The Game en su cuarto álbum The R.E.D. Album, después de tener tres de sus éxitos en los dos álbumes anteriores de The Game, Doctor's Advocate y LAX.
El 15 de junio de 2012, Nottz y Kardinal Offishall lanzaron el álbum colaborativo "Allow Me to Re-Introduce Myself", que se ofreció como descarga gratuita.
En 2013, Blu y Nottz Raw lanzaron un EP colaborativo titulado "Gods in the Spirit".
En 2017, Nottz creó 1700 beats, eso es un promedio de cuatro a cinco beats por día durante todo un año.

## Discografía

### Álbumes
| Información                                                                |
| -------------------------------------------------------------------------- |
| Nottz Presents DMP - Fecha de lanzamiento: 2003 - Selo: Teamsta Records    |
| You Need This Music - Fecha de lanzamiento: 2010 - Selo: Raw Koncept Music |

### En inglés
- Hip Hop DX: Producer's Corner: Nottz
- Instagram:

- Datos: Q3110109